# Exai
Exai è l'undicesimo album discografico da studio del gruppo inglese di musica elettronica Autechre, pubblicato nel 2013 dalla Warp Records. Se decifrato, Exai significa infatti 11 ( X I ). 

## Tracce
Testi e musiche di Sean Booth and Rob Brown.
1. FLeure – 4:51
2. irlite (get 0) – 10:01
3. prac-f – 4:20
4. jatevee C – 4:14
5. T ess xi – 6:43
6. vekoS – 6:42
7. Flep – 6:43
8. tuinorizn – 3:40
9. bladelores – 12:20
10. 1 1 is – 7:18
11. nodezsh – 8:40
12. runrepik – 4:35
13. spl9 – 7:06
14. cloudline – 10:13
15. deco Loc – 5:27
16. recks on – 9:22
17. YJY UX – 8:24
18. 18 (keyosc) (Bonus track solo nella versione giapponese) – 8:57